# Гюннлейфюр Гюннлейфссон
Гю́ннлейфюр Ви́гнир Гю́ннлейфссон (исл. Gunnleifur Vignir Gunnleifsson; 14 июля 1975, Акранес, Исландия) — исландский футболист, вратарь. Выступал за сборную Исландии. Долгое время был капитаном «Брейдаблика».

## Клубы
Серьёзно увлекаться футболом Гюннлейфюр Гюннлейфссон начал в шестилетнем возрасте во время трансляций испанского мундиаля. На протяжении Евро-1984 он пристально следил за сборной Португалии с её лучшим игроком — полузащитником лиссабонской «Бенфики» Фернанду Шаланой. С этого момента юный Гюннлейфюр начал собирать информацию о португальском футболе и стал болельщиком «орлов».
Взрослую карьеру начал в клубе «Коупавогюр» из одноимённого города, где и выступал в течение большей части своей жизни. Первый матч на высоком уровне Гюннлейфюр Вигнир провёл 3 сентября 1994 года. В том сезоне он сыграл три матча за клуб, однако на следующий год осел в запасе команды. Сезоны 1996 и 1997 годов вратарь провёл в низших дивизионах исландского футбола.
В 1998 году перешёл в «Рейкьявик», возглавляемый Атли Эдвальдссоном. Товарищами Гюннлейфюра Вигнира по команде были будущий многолетний защитник сборной Исландии Индриди Сигурдссон, полузащитник национальной сборной Гюдмюндюр Бенедиктссон (ныне известный телеведущий и комментатор), а также один из лучших игроков в истории исландского футбола Эйдур Смаури Гудьонсен. В начале сезона основным вратарём команды считался Кристиан Финнбогасон, однако после поражения в девятом туре 1:3 от «Вестманнаэйяра» он уступил пост номер один Гюннлейфюру Вигниру. С Гюннлейфюром чёрно-белые выиграли следующие семь матчей с суммарным счётом 16:0, а «сухая» серия кипера превысила отметку в 640 минут. В итоге Гюннлейфюр до конца сезона защищал ворота «Рейкьявика», а клуб в том году одержал победу в Кубке исландской лиги и стал вице-чемпионом Исландии, получив право участия в Кубке УЕФА. Год спустя Гюннлейфюр Вигнир оформил золотой дубль — выиграл чемпионат и Кубок Исландии. Однако в предварительном раунде Кубка УЕФА «Рейкьявик» по сумме двух матчей уступил в дополнительное время 1:2 шотландскому «Килмарноку» и вылетел из турнира.
Два последующих года в «Кеблавике» завершились с одинаковым результатом. Клуб занимал шестое место в чемпионате и не добирался до высоких стадий розыгрышей Кубка лиги и национального кубка.
После ухода из «Кеблавика» Гюннлейфюр Вигнир надолго обосновался в родном клубе, выступавшем в первом дивизионе исландского футбола. 6 сентября 2002 года, будучи вратарём «Коупавогюра», Гюннлейфюр на 70-й минуте матча чемпионата Исландии с «Сельфоссом» при счёте 5:1 в пользу своей команды реализовал пенальти. Матч завершился победой его клуба с результатом 7:2. В 2006 году команда смогла выйти в Избранную лигу и провела там два сезона (2007, 2008). В Кубке Исландии лучшим достижением «Коупавогюра» за эти годы стала полуфинальная стадия в 2004 году.
Единственным зарубежным клубом, где выступал Гюннлейфюр Вигнир, стал лихтенштейнский «Вадуц», в составе которого он выиграл Кубок Лихтенштейна, полностью отыграв полуфинальный и финальный матчи розыгрыша. На тренерском мостике команды в том сезоне был трёхкратный финалист чемпионатов мира Пьер Литтбарски.
В 2010 году Гюннлейфюр перешёл в стан действующего чемпиона Исландии — «Хабнарфьордюра». Своё выступление в новом сезоне клуб начал с завоевания Суперкубка (победа над «Брейдабликом» 1:0). В розыгрыше Лиги чемпионов исландцы не смогли пройти борисовский «БАТЭ» во втором квалификационном раунде турнира. Представители Беларуси были сильнее в обоих матчах — 5:1 и 1:0. До последнего момента «Хабнарфьордюр» боролся за чемпионский титул с «Брейдабликом», но всё же уступил золотые медали вследствие худшей разницы забитых и пропущенных мячей.
В следующем сезоне «Хабнарфьордюр» вновь выиграл Суперкубок страны, разгромив всё тот же «Брейдаблик» 3:0. Во втором квалификационном раунде Лиги Европы чёрно-белые потерпели по сумме двух матчей поражение от фуншальского «Насьонала» 1:3. В чемпионате страны клуб вновь завоевал серебряные медали, пропустив вперёд «Рейкьявик».
В 2012 году «Хабнарфьордюру» удалось успешнее выступить на международной арене. В первом отборочном раунде Лиги Европы команда одержала две победы над лихтенштейнским «Эшен/Мауреном» (2:1, 1:0), однако впоследствии вылетела из турнира, уступив АИКу (1:1, 0:1). На внутренней арене «Хабнарфьордюр» за явным преимуществом выиграл первенство страны, на тринадцать очков опередив «Брейдаблик». На протяжении этих трёх лет Гюннлейфюр был безоговорочным основным вратарём клуба.
В 2013 году Гюннлейфюр Вигнир перешёл в «Брейдаблик» и с ходу выиграл Кубок исландской лиги. Довольно убедительно смотрелся клуб и в Лиге Европы. В первом и втором отборочном раундах были одержаны последовательные победы соответственно над андоррской «Санта-Коломой» (4:0, 0:0) и австрийским «Штурмом» (0:0, 1:0). Однако в третьем раунде противостояние с казахским «Актобе» завершилось тем, что команды обменялись домашними победами 1:0, а в серии пенальти точнее оказались представители Актобе. Таким образом, «Брейдаблик» вынужден был покинуть турнир, хотя Гюннлейфюр пропустил лишь один мяч в шести играх турнира. Ни в одном из внутриисландских соревнований клуб также не добился успехов. Четвёртое место в чемпионате не позволило пробиться в еврокубки.
Чемпионат 2014 года не принёс поклонникам «Брейдаблика» положительных эмоций. Команда на ранних стадиях вылетела из Кубка Исландии, финал розыгрыша Кубка лиги проиграла «Хабнарфьордюру» 1:4, а в чемпионате заняла лишь седьмое место. Тем не менее, позиция Гюннлейфюра Вигнира на посту № 1 ни у кого не вызывала сомнений.
В 2015 году дела у «зелёных» пошли в гору. «Брейдаблик» потерпел поражение в 1/8 финала Кубка Исландии от «Акюрейри» со счётом 0:1. Зато команда во второй раз выиграла Кубок лиги (победа в финале 1:0 над тем же «Акюрейри»). Кроме того, «Брейдаблик» стал вице-чемпионом страны и пробился в Лигу Европы. Гюннлейфюр Вигнир отыграл все матчи в чемпионате с первой до последней минуты, пропустив за сезон лишь тринадцать мячей, что стало лучшим результатом среди всех вратарей первенства.
Следующий сезон вряд ли можно занести команде в актив. Кубок лиги завершился для «Брейдаблика» на четвертьфинальной стадии поражением от «Валюра» 1:2. Этот же рубеж стал непреодолимым препятствием и в Кубке страны (2:3 от «Вестманнаэйяра»). В квалификации Лиги Европы УЕФА в первом же раунде Коупавогюр сенсационно уступил латышской «Елгаве» (2:3, 2:2). До последнего момента «зелёные» претендовали на медали в национальном чемпионате. Однако сокрушительное домашнее поражение в последнем туре от «Фьолнира» 0:3 отбросило «Брейдаблик» из медальной зоны сразу на шестую позицию. Причём, все три мяча хозяева пропустили с 85-й по 91-ю минуту. Гюннлейфюр Вигнир провёл чемпионат без замен.
Сложным для Гюннлейфюра и его команды получился и 2017 год. Розыгрыш Кубка исландской лиги закончился сокрушительным поражением 0:3 от «Хабнарфьордюра» в четвертьфинале. Кроме того, «зелёные» уже в 1/16 финала вылетели из Кубка Исландии (0:1 от «Филкира»). В первенстве страны команда задолго до окончания чемпионата потеряла даже математические шансы на медали и завершила турнир на шестом месте, отстав от победителя «Валюра» на двадцать очков.
Сезон 2018 можно расценить как шаг вперёд по сравнению с предыдущим. Хотя начиналось всё довольно безрадостно: «Брейдаблик» не сумел выйти из группы в Кубке лиги. Однако в течение сезона коллектив демонстрировал вполне добротную игру, что на выходе привело к участию в финале розыгрыша национального Кубка. В Избранной лиге клуб смог завоевать серебряные медали. Гюннлейфюр Вигнир отыграл 21 матч чемпионата (одну игру он вынужден был пропустить вследствие полученной в предыдущем матче красной карточки). Из всех основных вратарей чемпионата на счету Гюннлейфюра значилось наименьшее количество пропущенных мячей — 17 в 21 игре. Титул вице-чемпиона страны дал «Брейдаблику» возможность принять участие в квалификационной стадии Лиги Европы.
В 2019 году «Брейдаблик» не смог выйти из группы в Кубке исландской лиги и остановился в шаге от финала Кубка Исландии (проигрыш в Рейкьявике «Викингюру» 1:3). Скоротечным оказалось и участие в Лиге Европы, где команда не преодолела барьер первого раунда в лице лихтенштейнского «Вадуца» 1:2 по сумме двух матчей. Чемпионат Исландии «зелёные» завершили с серебряными медалями, отстав на четырнадцать очков от «Рейкьявика». Гюннлейфюр Вигнир провёл на поле все матчи первенства (в одном из них не смог доиграть встречу до конца вследствие полученной травмы спины). По окончании чемпионата установил рекорд Исландии по количеству сыгранных в лиге матчей (439).
В 2020 году продолжал числиться в команде, но провёл за год только одну игру — 8 марта в Кубке лиги «Брейдаблик» выиграл в Фаудскрудсфьёрдюре у местного «Лейкнира» 4:1. Эта встреча стала последней в игровой карьере Гюннлейфюра. Вследствие эпидемиологических ограничений в Лиге Европы на квалификационной стадии было сыграно лишь по одному матчу. «Брейдаблик» в Тронхейме уступил «Русенборгу» 2:4 и завершил выступления в Европе. Все три национальных турнира в Исландии (Кубок лиги, Кубок Исландии и чемпионат) также не были доиграны до конца. После восемнадцати туров первенства было принято решение подвести итог чемпионата по среднему количеству набранных за матч очков. «Зелёные» заняли четвёртое место в турнирной таблице и получили право выступить в квалификации Лиги конференций.

## Сборная
Гюннлейфюр дебютировал за сборную 27 июля 2000 года на стадионе «Лёйгардальсвётлюр» в Рейкьявике на 83-й минуте товарищеского матча с Мальтой. Игра завершилась со счётом 5:0 в пользу исландцев. За сборную провёл 26 матчей, в которых пропустил 26 мячей.
Своими лучшими играми за сборную называл противостояние с Нидерландами в рамках отбора к чемпионату мира 2010 года, несмотря на то, что исландцы уступили в обоих матчах (0:2 и 1:2). Кроме того, к числу самых памятных моментов международной карьеры Гюннлейфюр Вигнир отнёс домашний отборочный матч Евро-2012 против Португалии 12 октября 2010 года, когда Криштиану Роналду уже на третьей минуте поразил его ворота со штрафного. По признанию самого Гюннлейфюра, это была не лучшая его игра, поскольку Исландия проиграла 1:3.
Но самое яркое впечатление голкипера — это ничья на «Лёйгардальсвётлюре» со сборной Казахстана 6 сентября 2015 года. После этой игры Исландия прошла квалификацию на чемпионат Европы 2016 года — первый крупный турнир в своей истории. Тот матч Гюннлейфюр Гюннлейфссон провёл на скамейке запасных.

## Тренерская карьера
Не оставляя карьеры футболиста, Гюннлейфюр окончил ряд тренерских семинаров и открыл собственную вратарскую академию для юных футболистов.

## Испытанное влияние и личные оценки
По собственному признанию, окончательно стать вратарём Гюннлейфюр Вигнир решил, когда увидел игру голкипера советской сборной Рината Дасаева на чемпионате мира 1982-го года.
Любимые зарубежные клубы Гюннлейфюра — лиссабонская «Бенфика» и «Манчестер Сити».
Будучи поклонником «Манчестер Сити», Гюннлейфюр с юных лет начал собирать коллекцию игровых футболок клуба, которая к 2016 году насчитывала около сорока экземпляров.
Среди современников лучшим вратарём Гюннлейфюр назвал Джанлуиджи Буффона, особо отметив его лидерские качества.

## Семья
В настоящее время Гюннлейфюр Вигнир женат на Хильдюр Эйнарсдоуттир — родилась 14 февраля 1985 (40 лет). У Гюннлейфюра и Хильдюр есть дочь Эстер Оуск — родилась 7 апреля 2006 (19 лет) и двое сыновей: Гюннлейфюр Орри — родился 9 мая 2008 (17 лет) и Артнар Бьярки — родился 12 ноября 2010 (14 лет). Любопытно, что Хильдюр и Эстер являются преданными поклонницами «Манчестер Юнайтед», в то время как сам Гюннлейфюр с обоими сыновьями истово болеют за «Манчестер Сити».
Кроме того, у Гюннлейфюра Вигнира есть дочь от первого брака Сикни Мария — родилась 5 марта 2001 (24 года).

## Достижения
- Чемпион Исландии: 1999, 2012
- Победитель Кубка Исландии: 1999, 2010
- Победитель Кубка Лихтенштейна: 2009
- Победитель Суперкубка Исландии: 2010, 2011
- Победитель Кубка исландской лиги: 1998, 2013, 2015
- Рекордсмен чемпионата Исландии по количеству проведённых матчей в национальном первенстве за всю историю (439 игр на начало 2020 года)